# Longships Lighthouse
Longships Lighthouse ist ein Leuchtturm auf der Insel Carn Bras, welche zur Inselgruppe Longships gehört, die circa 2 km westlich der Küste von Land’s End in Cornwall England liegt und den westlichsten Punkt Cornwalls bildet. Der Leuchtturm ist heute noch in Betrieb.
Es ist der zweite Leuchtturm der auf Carn Bras, die Insel ist mit einer Höhe von 12 m über dem Meeresspiegel die höchste Insel aus dieser Inselgruppe. Der Erste Leuchtturm wurde mit einer Lampenhöhe von 24 m über dem Meer wurde 1795 erbaut, der Architekt war Samuel Wyatt vom Trinity House. Bei sehr hoher See wurde durch die Gischt die Funktion gestört.
1869 wurde der Turm durch einen Neubau aus Granit ersetzt, dabei kam dieselbe Ausrüstung zur Anwendung mit der auch das Wolf Rock Lighthouse gebaut wurde. Verantwortlich war der Ingenieur James Nicholas Douglass vom Trinity House. Der Neubau hat eine Turmhöhe und eine Leuchtfeuerhöhe von 35 m und ging im Dezember 1873 in Betrieb. 1988 wurde der Leuchtturm automatisiert. Er wird vom Trinity House Operations & Planning Centre in Harwich betreut.
William Turner malte um 1834, 1835 das Bild mit dem Namen „Longships Lighthouse, Land’s End“ welches jetzt im Bestand des Getty Museums ist.

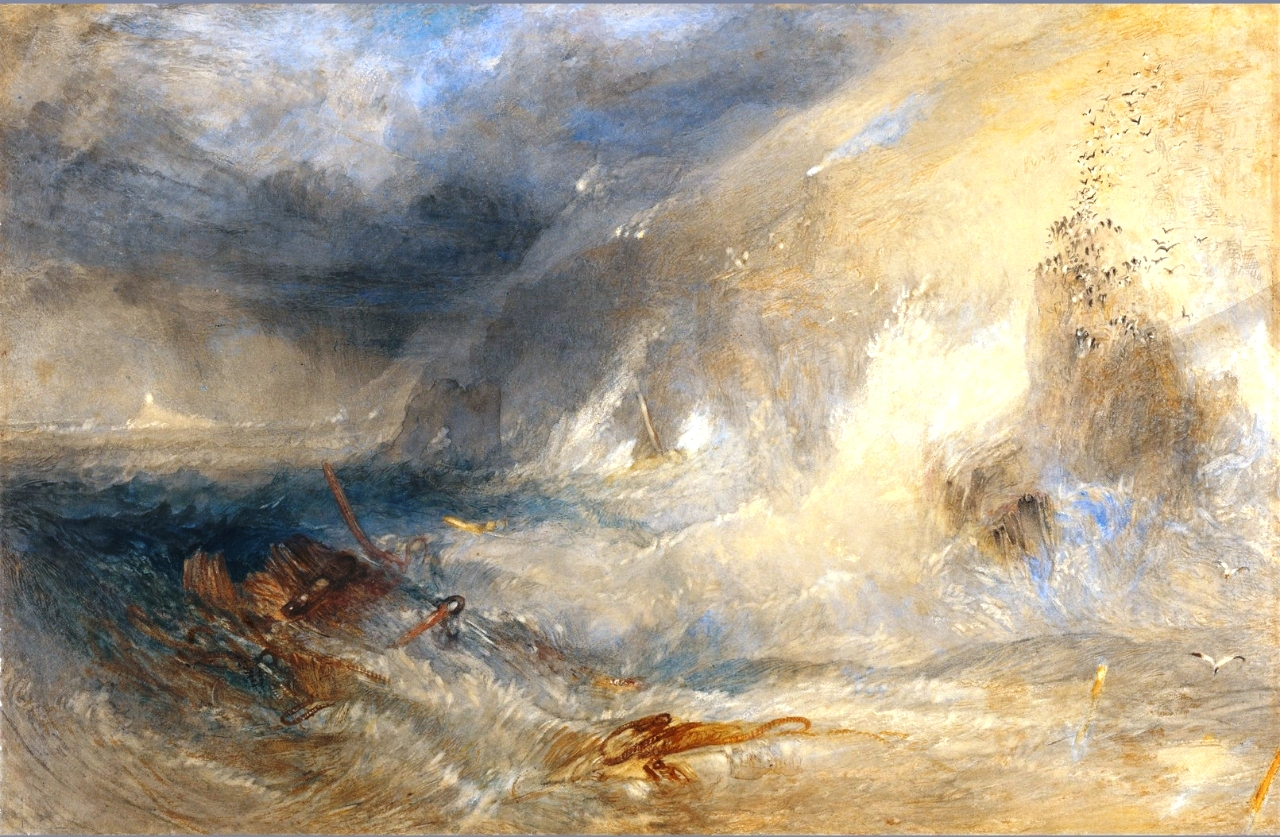
Long Ship’s Lighthouse, Land’s End, William Turner